# Gmina Złotniki Kujawskie
Die Gmina Złotniki Kujawskie ist eine Landgemeinde im Powiat Inowrocławski der Woiwodschaft Kujawien-Pommern in Polen. Ihr Sitz ist das gleichnamige Dorf (deutsch Zlottnik).

## Gliederung
Zur Landgemeinde Zlotniki Kujawskie gehören 20 Dörfer  (deutsche Namen bis 1945) mit einem Schulzenamt:
| - Będzitowo - Broniewo (Broniewo, 1940–1945: Brunsdorf) - Dąbrówka Kujawska (Dombrowken, 1940–1945: Parkwiese) - Dobrogościce (Dobrogoschütz, 1940–1945: Hempelhof) - Dźwierzchno (Kaisertreu) - Gniewkówiec (Gniewkowitz, 1940–1945: Argendorf) - Jordanowo (Jordanowo) - Krężoły (Krenzoly) - Leszcze - Lisewo Kościelne (Liebensee) | - Mierzwin (Mierzwin) - Niszczewice - Palczyn (Palczyn, 1940–1945: Paulhof) - Pęchowo (Penchowo, 1940–1945: Hohenwart) - Rucewko (1940–1945: Klein Eichenbarleben) - Rucewo (1940–1945: Eichenbarleben) - Tarkowo Górne (Tannhofen) - Tuczno (osada) - Tuczno (wieś) (Tuczno) - Złotniki Kujawskie (Güldenhof) |

Weitere Ortschaften der Gemeinde sind:
| - Będzitowskie Huby - Będzitówek - Bronimierz Mały (Klein Werdershausen) - Bronimierz Wielki (Groß Werdershausen) - Helenowo - Ignacewo - Julianowo | - Karczówka - Kobelniki (Kobelniki) - Krążkowo (Friedrichskron) - Podgaj (Podgaj, 1940–1945: Groschenhof) - Popowiczki - Tupadły (Tupadly , 1940–1945: Sagenfeld) - Złotniczki |